# کروشویتسه
کروشویتسه (به لاتین: Kruševice) یک منطقهٔ مسکونی در مونته‌نگرو است که در شهرداری هرتسگ نووی واقع شده‌است. کروشویتسه ۲۴۰ نفر جمعیت دارد.